# 羅格斯大學新布朗斯維克分校

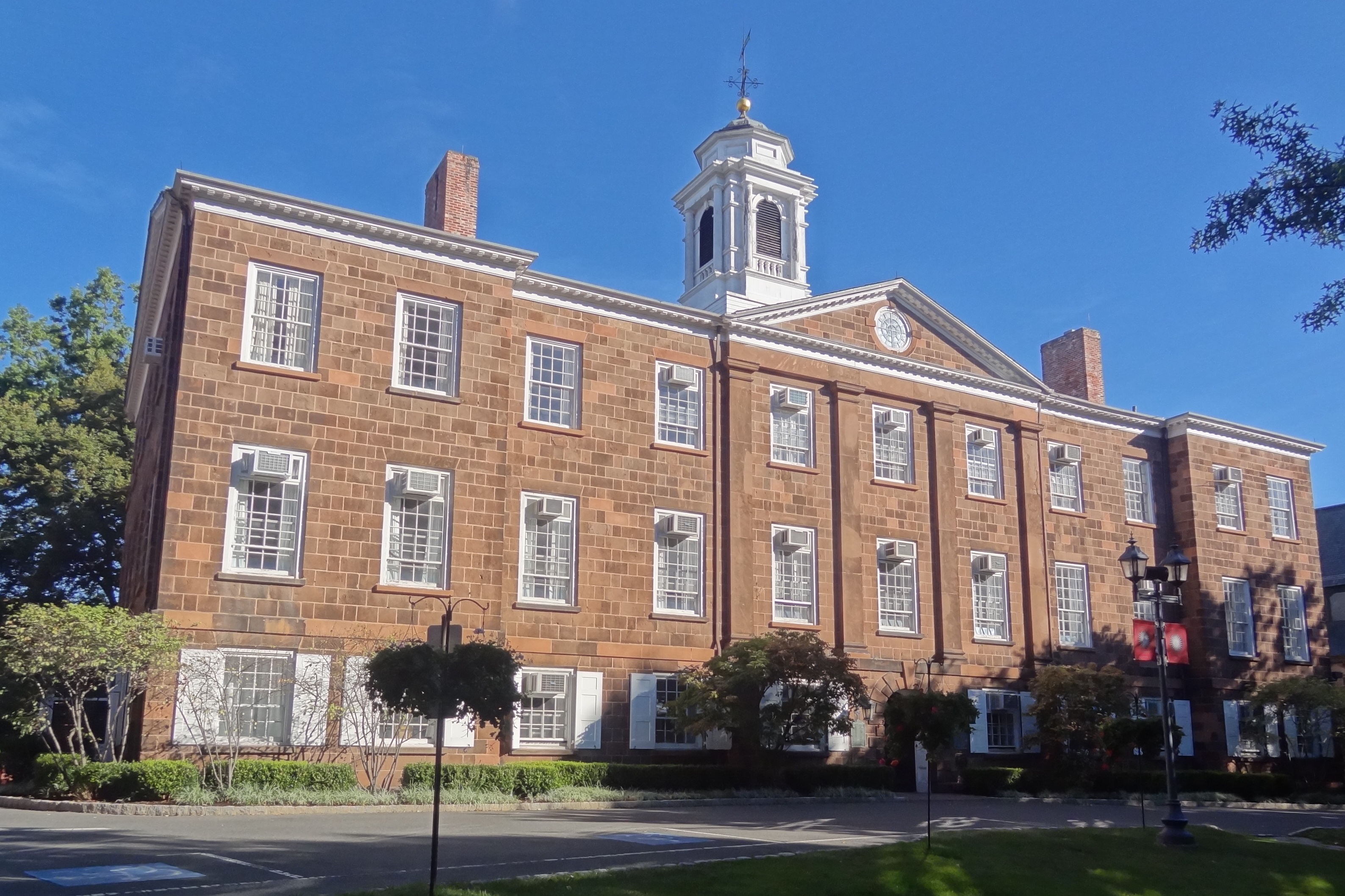
最初所成立的Old Queens，位於College Avenue

罗格斯大學新布朗斯維克分校（Rutgers University–New Brunswick）是美國罗格斯大学的主要分校，也是罗格斯大学三个分校中面积最大，排名最高的校區，位于新泽西州新布朗斯維克和皮斯卡特維。

## 學院組成
新布朗斯威克校园包括以下校園和学院：
- Cook College，库克學院。课程侧重于生命科学，农学及海洋科学。
- Douglass College，道格拉斯學院。只收女性學生，其课程综合性较强。
- Livingston College，李文斯頓學院。其學院主旨為增進多樣性。课程侧重于社会科学。
- Rutgers College，羅格斯學院。為羅格斯大學最初的學院。课程侧重于经济和语言学科。
- College of Nursing，護理学院。
- Ernest Mario School of Pharmacy，藥學院。
- Graduate School of Applied and Professional Psychology，心理学院。
- Graduate School of Education，教育学院。
- Mason Gross School of the Arts，梅森·格羅斯藝術学院。
- Rutgers Business School-New Brunswick，罗格斯大学商学院-新布朗斯維克分校
- School of Communication, Information and Library Studies，通讯，信息暨图书馆学院。
- School of Engineering，工程学院。
- School of Management and Labor Relations，管理暨勞工與人力資源学院。
- School of Social Work，社会工作学院。